# Thiodina nicoleti
Thiodina nicoleti är en spindelart som beskrevs av Roewer 1951. Thiodina nicoleti ingår i släktet Thiodina och familjen hoppspindlar. Inga underarter finns listade i Catalogue of Life.